# Flugplatz Gardelegen

i7
i11
i13
Der Flugplatz Gardelegen (ICAO-Code: EDOC) ist ein Sonderlandeplatz im Altmarkkreis Salzwedel. Der Flugplatz ist für Segelflugzeuge, Motorsegler, Ultraleichtflugzeuge und Motorflugzeuge mit einem Höchstabfluggewicht von bis zu zwei Tonnen zugelassen. Des Weiteren dürfen hier Antonow An-2 starten und landen.